# Amoureux solitaires
Amoureux solitaires è un singolo della cantante pop belga Lio, pubblicato nel 1980 dall'etichetta discografica Ariola e incluso nell'album di debutto della cantante, Lio.
Il testo è stato scritto da Elli Medeiros, la musica è di Jacno (nome vero Denis Quilliard), che ne ha curato anche la produzione, ed è stato un successo europeo, nonché la canzone più conosciuta della cantante.

## Tracce
7" Single Ariola 102 444
1. Amoureux solitaires - 3:41
2. Petite amazone - 3:13

## Classifiche

### Classifiche settimanali
| Classifica (1980/1981) | Posizione massima |
| ---------------------- | ----------------- |
| Austria                | 6                 |
| Belgio                 | 14                |
| Francia                | 1                 |
| Italia                 | 1                 |
| Paesi Bassi            | 4                 |

### Classifiche annuali
| Classifica (1981) | Posizione massima |
| ----------------- | ----------------- |
| Italia            | 4                 |